# Tafel-diagram

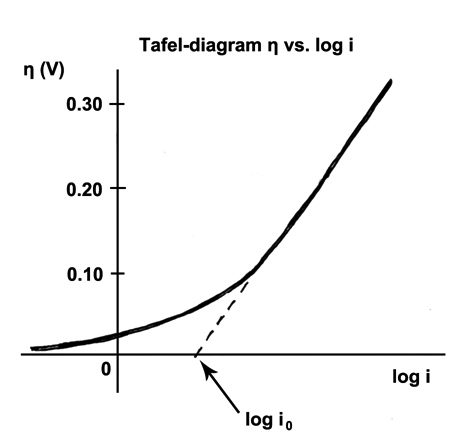
Tafel-diagram. Overpotentiaal η als functie van ^{10}log i.

Het tafel-diagram wordt in de elektrochemie gebruikt om inzicht te verkrijgen in de kinetiek en de reactiemechanismen van elektrodereacties. De methode is gebaseerd op de tafel-vergelijking.
In een tafel-diagram (Engels: Tafel plot) wordt van een elektrode de overpotentiaal η (oftewel E-Eeq) grafisch uitgezet als functie van de logaritme van de stroomdichtheid (10log i) aan de elektrode. Voor de meting gebruikt men doorgaans een potentiostaat.
In de figuur rechts is het tafel-diagram voor een anodische elektrodereactie gegeven.
De tafel-vergelijking voor een anodische reactie met een voldoende hoge overpotentiaal kan als volgt worden geschreven:
{\displaystyle \eta =-{\frac {2.303\cdot RT}{(1-\alpha )nF}}\cdot \log i_{0}+{\frac {2.303\cdot RT}{(1-\alpha )nF}}\cdot \log i}
Hierin is η de overpotentiaal (E-Eeq) en de logaritmen zijn logaritmen met grondtal 10.
Aangezien de uitwisselingsstroomdichtheid {\displaystyle i_{0}} onafhankelijk is van de overpotentiaal, is de bovenstaande vergelijking lineair en van de vorm
{\displaystyle \eta =a+b\cdot \log i}
met:
{\displaystyle b={\frac {2.303\cdot RT}{(1-\alpha )nF}}}
en
{\displaystyle a=-b\cdot \log i_{0}}
In het tafel-diagram heeft het lineaire deel een helling b en snijdt het geëxtrapoleerde deel de horizontale as in het punt log i0. De helling b wordt de tafel-helling (Engels: Tafel slope) genoemd. Indien in de snelheidsbepalende stap van de elektrodereactie (bij T = 298 K) één elektron is betrokken (n = 1) en de constanten R en T worden ingevuld, samen met α = 0,5, volgt hieruit een tafel-helling van 118 mV.
Met behulp van het tafel-diagram kan men zo niet alleen de uitwisselingsstroomdichtheid i0 bepalen, maar ook een uitspraak doen over het reactiemechanisme van de elektrodereactie. Het tafel-diagram kan ook voor kathodische elektrodereacties worden gebruikt; de methode is analoog aan de hier besproken anodische elektrodereactie.